# 王汝泮
王汝泮（1905年10月16日—1992年10月22日），字采芹。河南省南陽縣城南四十里高堂村人。民國37年（1948年）在河南省第五選區當選第一屆立法委員

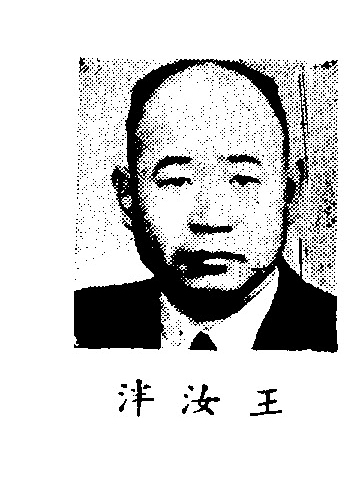
出席制憲國民大會代表時

## 生平[1][2][3][4][5][6]
上海東南專科師範，復轉入南開封第一師範，赴廣州考入黃埔軍校四期步科受訓，歷任中央獨立十一師宜傳處主任、新編第五軍駐漯河辦事處處長、新編二十軍駐開封辦事處處長、軍法處長、國軍三十師彭振山部政訓處長。三十二師政訓處長駐湖北羅田，又調派任第二十五路軍梁冠英部政訓處長，駐漢口，任二十一師劉湘部政訓處長駐四川、河南省第六行政區保安司令，河南省保安處少將副處長，加入復興社，隨即奉派潛往日軍佔領區許昌、開封等地，負責敵後工作，出生入死，均能逹成任務，厥功甚偉，屢履層峯嘉獎。二十八年，奉命出任三民主義青年團河南省支團籌備處主任責戰地靑年組訓工作，抗戰勝利後，擔任河南省支團幹事長，以當選河南省第五選區制憲國民大會代表出席大會完成中華民國憲法，三十六年擔任河南省政府騌南京辦事處主任，嗣後又膺選河南省第五行政區第一屆立法委員。